# فلسفة ما بعد التحليلية
تصف فلسفة ما بعد التحليل فصلًا عن الحركة الفلسفية السائدة للفلسفة التحليلية، والتي تعد المدرسة السائدة للفكر في البلدان الناطقة باللغة الإنجليزية. تستمد فلسفة ما بعد التحليل من الفكر الأمريكي المعاصر، خاصة من أعمال الفلاسفة ريتشارد رورتي، دونالد ديفيدسن، هيلاري بوتنام، ويلارد فان أورمان كواين، وستانلي كافيل. يرتبط هذا المصطلح ارتباطًا وثيقًا بالحركة الأوسع نطاقًا للبراغماتية الأمريكية المعاصرة، والتي، بشكل غير محدد، تدعو إلى الانفصال عن تعريف «الحقيقة الموضوعية» الذي قدمه الفلاسفة الحديثون مثل ديكارت. يؤكد فلاسفة ما بعد التحليل على الفكر الإنساني، والمؤتمرات، والمنفعة، والتقدم الاجتماعي.